# Tháp nước Giszowiec

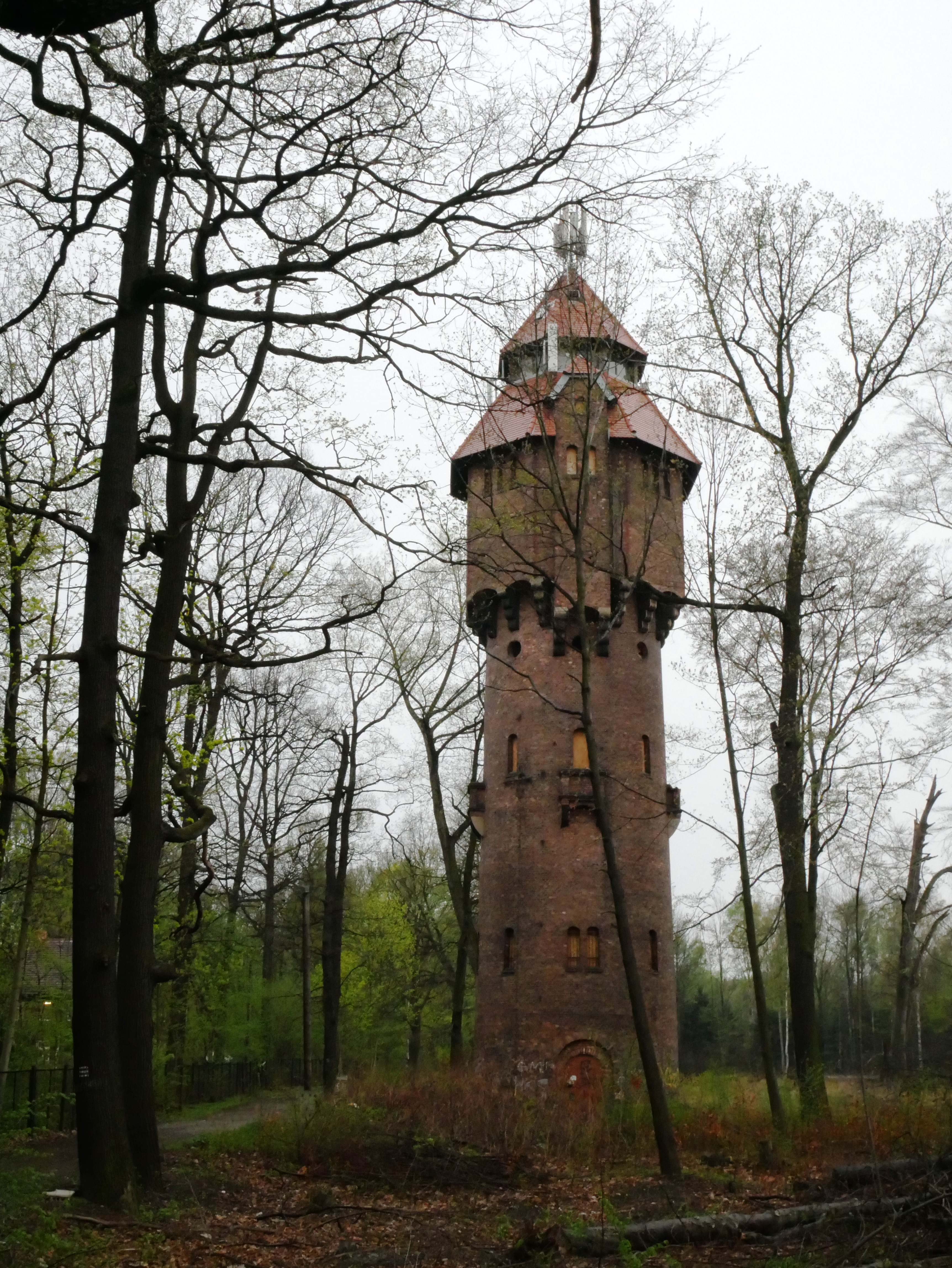
Tòa tháp

Tháp nước Giszowiec là một tháp nước nằm ở giao lộ giữa đường Górniczy Stan và đường Pszczyńska thuộc quận Giszowiec, Katowice, ở phía nam của Ba Lan.

## Lịch sử
Tháp nước Giszowiec được xây dựng vào năm 1909, tại điểm đó tháp nước là điểm cao nhất của vùng này. Nó được thiết kế bởi các kiến trúc sư Jerzy và Emil Zillmann từ Charlottenburg, Đức, người tạo ra các tòa nhà ở Giszowiec và Nikiszowiec.

## Chi tiết
Tòa tháp được xây dựng theo phong cách lịch sử với các yếu tố của chủ nghĩa tân Manner. Tháp cao khoảng 33 mét, bao gồm hai phần: một phần gốc hình trụ, thon dần cho đến phần ban công và một bát giác Tambour (cấu trúc hình tròn) với một bồn chứa nước với công suất 150 m³. Trên đỉnh tòa tháp có một mái nhà hình bát giác được lợp bằng ngói. Một sân thượng với một chiếc đèn lồng được đặt trên đỉnh. Hiện tại tháp nước đã ngừng chức năng cung cấp nước của nó do thay đổi các trạm bơm nước và vẫn đóng cửa trong nhiều năm. Do đó, tháp nước rơi vào tình trạng hư hỏng. Trong những năm 90, công ty viễn thông đã đặt ăng-ten di động lên tháp và tân trang lại cơ sở. Bên cạnh tòa tháp, có những biệt thự lịch sử được xây dựng vào những năm 1930 cho các quan chức của công ty Silesian-American Corporation của Mỹ-Đức.
Tòa tháp được nhập vào sổ đăng ký di tích vào ngày 29 tháng 10 năm 1990 (số đăng ký: A / 1417/90).